# Klaus-Dieter Neubert
Klaus-Dieter Neubert (n. 22 noiembrie 1949, Oberwiesenthal, Saxonia, Germania) este un timonier ce a reprezentat Germania, medaliat olimpic. A participat la 2 ediții ale Jocurilor Olimpice (1968, 1972) în care a câștigat o medalie de aur.